# Jebel Sawda
Il Jebel Sawda (in lingua araba السودة) è una montagna dell'Arabia Saudita e rappresenta il punto più elevato del Paese, con un'altitudine di 3133 metri s.l.m. La montagna si trova nella regione sud-occidentale del Paese.